# Rangjung Rigpe Dorje
El decimosexto Karmapa, Rangjung Rigpe Dorje (1924-1981), nació en Denkhok en la provincia de Derge al este del Tíbet.

## Reconocimiento del 16.º Karmapa
El ayudante personal del decimoquinto Karmapa, Jampal Tsultrim, recibió una carta de su maestro donde le explicaba las circunstancias exactas de su nueva reencarnación. El texto de la carta es el siguiente:
"Al este de Tsurphu, cerca de un río, en un lugar que hace mucho tiempo pertenecía a Pawo Denma Yulgyal Tokgod y al ministro de Ling Kesar, en las colinas Pal, decorado con las letras 'A' y 'thup', existe una casa hecha de tierra, perteneciente a una familia real y religiosa. El nacimiento tendrá lugar el decimoquinto día del sexto mes del año del ratón".
Luego del fallecimiento del decimoquinto Karmapa, Jampal Tsultrim envió la carta a las autoridades del monasterio de Tsurphu, quienes —habiendo clarificado ciertos puntos con Beru Khyentse, Situpa y Jamgon Kontrul— enviaron a una comisión de búsqueda que exitosamente encontró al niño. Fue llevado al monasterio de Palpung donde Situ Pema Wangchok lo ordenó como monje, recibió los votos del Bodhisattva junto con una gran cantidad de enseñanzas.
El Karmapa (oficialmente "Su Santidad Karmapa Gyalwa") es la cabeza de la escuela Karma Kagyu del Budismo, la cual es la sub-escuela más grande del Kagyupa (Tib. Bka' brgyud), una de las cuatro escuelas más grandes de Budismo Tibetano.
Por una controversia adentro de la escuela Karma Kagyu y con China, la identidad del 17 Karmapa esta en disputa. Véase la Controversia del Karmapa (Interwiki) para mayor información.

## La Corona Negra

Bandera del Karmapa.

El Karmapa es el portador de la Corona Negra, por lo que a veces es conocido como el Lama de la corona negra. Esta corona tradicionalmente se dice que fue tejida por los dakinis a partir de su cabello y otorgado a los Karmapas en reconocimiento a su realización espiritual. Esta primera corona no posee una realidad física, sino espiritual. La corona física que usan los Karmapas fue ofrecida por al 5.º. Karmapa por el emperador chino Yongle como representación material de la corona espiritual.
Esta corona se cree está en el monasterio Rumket, en Sikkim, el último hogar del 16mo. Karmapa.

## Lista de los Karmapas
1. Düsum Khyenpa (dus gsum mkhyen pa) (1110 - 1193)
2. Karma Pakshi (1204 - 1283)
3. Rangjung Dorje (rang 'byung rdo rje) (1284 - 1339)
4. Rolpe Dorje (1340 - 1383)
5. Deshin Shekpa (de zhin gshegs pa)(1384 - 1415)
6. Thongwa Dönden (1416 - 1453)
7. Chödrak Gyatso (1454 - 1506)
8. Mikyö Dorje (1507 - 1554)
9. Wangchuk Dorje (dbang phyug rdo rje) (1556 - 1603)
10. Chöying Dorje (1604 - 1674)
11. Yeshe Dorje (1676 - 1702)
12. Changchub Dorje (Byang chub rdo rje) (1703 - 1732)
13. Dudul Dorje (1733 - 1797)
14. Thekchok Dorje (1798 - 1868)
15. Khakyab Dorje (1871 - 1922)
16. Rangjung Rigpe Dorje (Rang 'byung rig pa'i rdo rje) (1924 - 1981)
17. Thaye Dorje (nacido en 1983) / Ogyen Trinley Dorje (nacido en 1985) Existe actualmente una controversia sobre el reconocimiento del XVII Karmapa